# Peucedanum stenospermum
Peucedanum stenospermum är en flockblommig växtart som beskrevs av C.C.Towns. Peucedanum stenospermum ingår i släktet siljor, och familjen flockblommiga växter. Inga underarter finns listade i Catalogue of Life.